# وريد كبدي
هذه الصفحة تمثل الأوردة التي تقوم بتصريف الدم منزوع الأكسجين من الكبد. للرجوع إلى الأوردة التي تقوم بنقل الدم الغني بالمواد الغذائية من الجهاز الهضمي، يمكنك مراجعة مقالة وريد الباب.
 الأوردة الكبدية هي أوردة تقوم بنقل الدم منزوع الأكسجين من الكبد، والدم الذي تم تنقيته عن طريق الكبد (من المعدة، والمعثكة، والأمعاء الدقيقة، والقولون) إلى الوريد الأجوف السفلي.
تنشأ هذه الأوردة من نسيج الكبد، وبالتحديد من الوريد المركزي في الفصيصات الكبدية. جميع هذه الأوردة لا تحوي بداخلها أي صمامات.

## مجموعات الأوردة
يمكن تمييز هذه الأوردة إلى مجموعتين، مجموعة علوية ومجموعة سفلية.
- المجموعة العلوية تتكون من ثلاثة أوردة، وتنشأ عادةً من الجانب الخلفي للكبد، وتقوم بتصريف الفص المربعي والفص الأيسر للكبد.
- المجموعة السفلى ليس لها عدد ثابت، وتنشأ من الفص الأيمن والفص المذنّب للكبد، وهي بشكل عام أصغر حجمًا من تلك الأوردة في المجموعة العلوية.

## الاعتلالات المرضية
يؤدي انسداد الأوردة الكبدية إلى حدوث الحالة التي تسمى متلازمة باد-خياري.

## وصلات خارجية
- Hepatic Histology: The Lobule - توضيح لفصيصات الكبد والوريد المركزي.
- Hepatic veins - definition - medterms.com
- Hepatic+veins في قاموس إي ميديسين

### صور للأوردة الكبدية
- Hepatic veins - تخطيط الصدى - University of the Health Sciences in Bethesda, Maryland
- 3-D reconstruction of the liver anatomy (for transplantation) - MeVis Distant Services
- Hepatic veins - تصوير الأوعية الطبقي المبرمج - Contrast Techniques for Hepatic Multidetector CT Angiography - Havard Medical School.

## صور إضافية

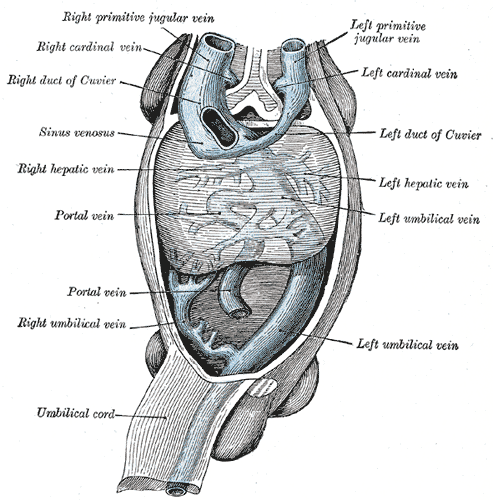
جنين إنسان بعد إزالة القلب والجدار الأمامي للجسم، ويظهر الجيب الوريدي وروافده.
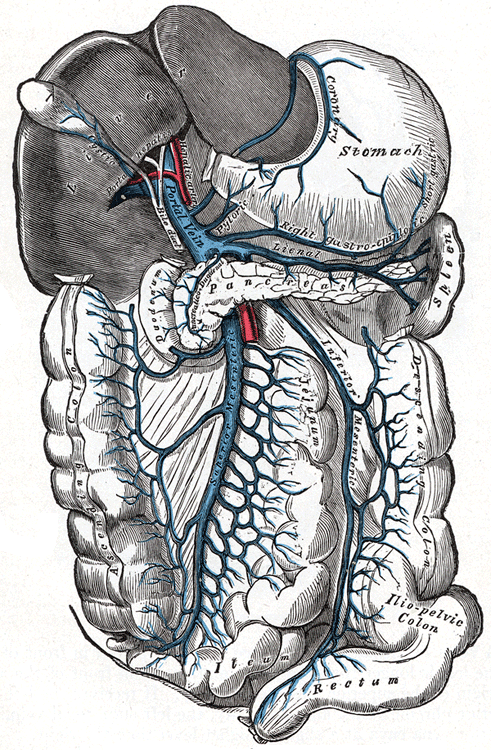
وريد الباب وروافده.
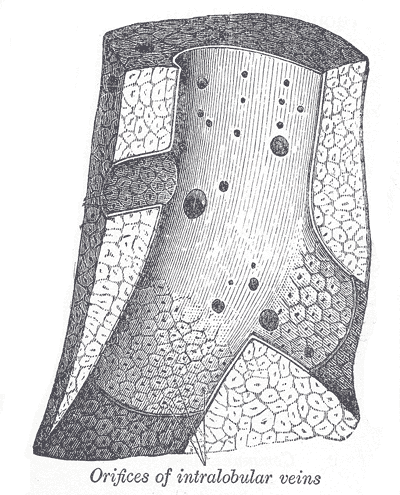
مقطع طولي للوريد الكبدي.